# Tryphon zavreli
Tryphon zavreli är en stekelart som beskrevs av František Gregor Jr 1939. Tryphon zavreli ingår i släktet Tryphon och familjen brokparasitsteklar. Inga underarter finns listade i Catalogue of Life.